# Club Gastronómico
Un club gastronómico es una organización cuya actividad principal es la gastronomía

## Historial
Al igual que cualquier tipo de club, en esta forma de asociación se comparten actividades sociales y de esparcimiento, intercambios de ideas, actividades formativas, etc. pero con la particularidad de que su actividad gira en torno a la cultura gastronómica. Es habitual que se organicen encuentros en restaurantes seleccionados por su buena cocina y excursiones con el fin de conocer y disfrutar de las particularidades gastronómicas de lugares o regiones concretas, de manera que se puede considerar una forma más de turismo gastronómico, en este caso fomentado desde las mismas asociaciones o clubes que organizan sus propias rutas culinarias.  
En la tradición de diversas regiones de la geografía española están muy arraigadas las sociedades gastronómicas y forman parte de la cultura local en regiones especialmente conocidas por su tradición culinaria.
Entre las actividades de difusión de la cultura gastronómica de los clubes, asociaciones u otras organizaciones gastronómicas no lucrativas o de carácter empresarial, destacan, además de talleres y actividades formativas en general, las jornadas o encuentros gastronómicos abiertos a todos los públicos con el fin de promocionar específicamente una determinada cultura culinaria local.
Con carácter más contemporáneo, aunque anclado en una tradición milenaria, las asociaciones y clubes gastronómicos, así como entidades de todo tipo, las nuevas tecnologías y las redes sociales han facilitado la organización de las denominadas cenas sociales, en las que se reúne alrededor de la mesa en restaurantes seleccionados por su buena cocina a gentes que comparten intereses de diversos tipos con el fin de conocer gente, hacer amigos y facilitar el intercambio de ideas al tiempo que se disfruta de la gastronomía y una buena tertulia.